# باري جاكسون
باري جاكسون (بالإنجليزية: Barry Jackson)‏ (2 فبراير 1938 في المملكة المتحدة - 7 نوفمبر 2021) هو لاعب كرة قدم بريطاني في مركز قلب الدفاع. لعب مع نادي يورك سيتي ونادي سكاربورو.

## وصلات خارجية
- باري جاكسون على موقع قاعدة بيانات كرة القدم.إي يو (الإنجليزية)